# Campeonato Mundial de Futebol Sub-16 de 1989
O Campeonato Mundial de Futebol Sub-16 de 1989 foi disputado na Escócia entre 10 e 24 de junho. Esta foi a terceira edição da competição, a última realizada para jogadores de até 16 anos de idade, e a primeira ganha pela Arábia Saudita.

## Selecções
| CAF (África) - Gana - Guiné - Nigéria AFC (Ásia) - Bahrein - China - Arábia Saudita | UEFA (Europa) - Alemanha Oriental - Portugal CONCACAF (América do Norte, Central e Caribe) - Canadá - Cuba - Estados Unidos | CONMEBOL (América do Sul) - Argentina - Brasil - Colômbia OFC (Oceânia) - Austrália País anfitrião - Escócia |

## Árbitros
| AFC (Ásia) - Mohammad Riyani - Wan Rashid Jaafar - Kil Ki-Chul - Arie Frost CAF (África) - Mohamed Hafez - Ally Hafidhi - M Hounake-Kouassi | CONCACAF (América do Norte, Central e Caribe) - David Brummitt - Juan Pablo Escobar - Arlington Success CONMEBOL (América do Sul) - Ricardo Calabria - Luis Felix Ferreira - Armando Pérez Hoyos | UEFA (Europa) - Jean-Marie Lartigot - Peter Mikkelsen - George Smith - Wieland Ziller OFC (Oceânia) - Gary Fleet |

## Fase de grupos

### Grupo A
| Selecção | J | V | E | D | GM | GS | +/- | Pts |
| -------- | - | - | - | - | -- | -- | --- | --- |
| Bahrein  | 3 | 2 | 1 | 0 | 5  | 1  | 4   | 5   |
| Escócia  | 3 | 1 | 2 | 0 | 4  | 1  | 3   | 4   |
| Gana     | 3 | 0 | 2 | 1 | 2  | 3  | -1  | 2   |
| Cuba     | 3 | 0 | 1 | 2 | 2  | 8  | -6  | 1   |

| 10 de Junho de 1989 | Escócia | 0 - 0     | Gana | Hampden Park, Glasgow                       |
| 14:00               |         | Relatório |      | Público: 6,500 Árbitro: Armando Perez Hoyos |

| 10 de Junho de 1989 | Cuba                                   | 0 - 3     | Bahrein | Hampden Park, Glasgow                       |
| 15:45               | Jasem 40' (g.p.) 52' (g.p.) 76' (g.p.) | Relatório |         | Público: 6,500 Árbitro: Luís Ferreira Felix |

| 12 de Junho de 1989 | Escócia                       | 3 - 0     | Cuba | Fir Park, Motherwell                    |
| 18:30               | Lindsay 30' Golrick 32' , 39' | Relatório |      | Público: 9,000 Árbitro: Peter Mikkelsen |

| 12 de Junho de 1989 | Gana | 0 - 1     | Bahrein     | Fir Park, Motherwell                   |
| 20:15               |      | Relatório | Ebrahim 42' | Público: 9,000 Árbitro: Wieland Ziller |

| 14 de Junho de 1989 | Escócia    | 1 - 1     | Bahrein       | Fir Park, Motherwell                      |
| 18:30               | Beattie 2' | Relatório | Abdulaziz 33' | Público: 13,500 Árbitro: Ricardo Calabria |

| 14 de Junho de 1989 | Gana                | 2 - 2     | Cuba                    | Fir Park, Motherwell                |
| 20:15               | Aryee 22' Asare 72' | Relatório | Zerguera 9' Rosette 24' | Público: 13,500 Árbitro: Gary Fleet |

### Grupo B
| Selecção          | J | V | E | D | GM | GS | +/- | Pts |
| ----------------- | - | - | - | - | -- | -- | --- | --- |
| Alemanha Oriental | 3 | 2 | 0 | 1 | 7  | 4  | 3   | 4   |
| Brasil            | 3 | 2 | 0 | 1 | 5  | 3  | 2   | 4   |
| Estados Unidos    | 3 | 1 | 1 | 1 | 5  | 7  | -2  | 3   |
| Austrália         | 3 | 0 | 1 | 2 | 3  | 6  | -3  | 1   |

| 10 de Junho de 1989 | Alemanha Oriental | 1 - 0     | Austrália | Pittodrie Stadium, Aberdeen              |
| 14:00               | Manke 51'         | Relatório |           | Público: 3,300 Árbitro: James MC Cluskey |

| 10 de Junho de 1989 | Estados Unidos | 1 - 0     | Brasil | Pittodrie Stadium, Aberdeen                   |
| 15:45               | Baba 37'       | Relatório |        | Público: 3,300 Árbitro: Mohamed Mohamed Hafez |

| 12 de Junho de 1989 | Alemanha Oriental                                 | 5 - 2     | Estados Unidos    | Pittodrie Stadium, Aberdeen               |
| 18:30               | Konetzke 7' , 33' Seifert 12' , 31' Rydlewicz 45' | Relatório | Baba 36' Wood 76' | Público: 2,300 Árbitro: Wan Rashid Jaafar |

| 12 de Junho de 1989 | Austrália  | 1 - 3     | Brasil                       | Pittodrie Stadium, Aberdeen            |
| 20:15               | Corica 50' | Relatório | Carlos 11' , 34' Márcio 36 ' | Público: 2,300 Árbitro: David Brummitt |

| 14 de Junho de 1989 | Alemanha Oriental | 1 - 2     | Brasil             | Pittodrie Stadium, Aberdeen                 |
| 18:30               | Daniel Knuth 29'  | Relatório | Márcio 4' Fred 70' | Público: 3,500 Árbitro: Jean-Marie Lartigot |

| 14 de Junho de 1989 | Austrália              | 2 - 2     | Estados Unidos      | Pittodrie Stadium, Aberdeen         |
| 20:15               | Pangallo 71' Suzor 73' | Relatório | Wood 6' Haskins 70' | Público: 3,500 Árbitro: Kil Ki-Chul |

### Grupo C
| Selecção  | J | V | E | D | GM | GS | +/- | Pts |
| --------- | - | - | - | - | -- | -- | --- | --- |
| Nigéria   | 3 | 2 | 1 | 0 | 7  | 0  | 7   | 5   |
| Argentina | 3 | 1 | 2 | 0 | 4  | 1  | 3   | 4   |
| China     | 3 | 1 | 1 | 1 | 1  | 3  | -2  | 3   |
| Canadá    | 3 | 0 | 0 | 3 | 1  | 9  | -8  | 0   |

| 10 de Junho de 1989 | Guiné     | 1 - 1     | Colômbia          | Tynecastle Stadium, Edimburgo          |
| 14:00               | Camara 2' | Relatório | Gaibao 60' (g.p.) | Público: 2,000 Árbitro: David Brummitt |

| 10 de Junho de 1989 | Arábia Saudita        | 2 - 2     | Portugal                | Tynecastle Stadium, Edimburgo            |
| 15:45               | Al Shamrani 60' , 80' | Relatório | Figo 17' (g.p.) Gil 23' | Público: 2,000 Árbitro: Ricardo Calabria |

| 12 de Junho de 1989 | Guiné                  | 2 - 2     | Arábia Saudita                   | Tynecastle Stadium, Edimburgo             |
| 18:30               | Oulare 56 ' Camara 62' | Relatório | Fofana 52' (p.b.) Al Romaihi 71' | Público: 2,800 Árbitro: Arlington Success |

| 12 de Junho de 1989 | Colômbia             | 2 - 3     | Portugal                               | Tynecastle Stadium, Edimburgo      |
| 20:15               | Moreno 27' Nieto 79' | Relatório | Canate 2' (p.b.) Gil 44' Adalberto 78' | Público: 2,800 Árbitro: Arie Frost |

| 14 de Junho de 1989 | Guiné      | 1 - 1     | Portugal            | Tynecastle Stadium, Edimburgo            |
| 18:30               | Camara 24' | Relatório | Sérgio Lourenço 80' | Público: 4,000 Árbitro: James MC Cluskey |

| 14 de Junho de 1989 | Colômbia | 0 - 1     | Arábia Saudita | Tynecastle Stadium, Edimburgo                 |
| 20:15               |          | Relatório | Al Romaihi 80' | Público: 4,000 Árbitro: Mohamed Mohamed Hafez |

## Fases Finais
|  | Quartas de final         | Quartas de final         |                         |          | Semifinais     | Semifinais     |  |  | Final                   | Final |
|  |                          |                          |                         |          |                |                |  |  |                         |       |
|  | 17 de Junho - Edimburgo  |                          |                         |          |                |                |  |  |                         |       |
|  |                          |                          |                         |          |                |                |  |  |                         |       |
|  | Portugal                 | 2                        |                         |          |                |                |  |  |                         |       |
|  | Portugal                 | 2                        | 20 de Junho - Edimburgo |          |                |                |  |  |                         |       |
|  | Argentina                | 1                        |                         |          |                |                |  |  |                         |       |
|  | Argentina                | 1                        | Portugal                | 0        |                |                |  |  |                         |       |
|  | 17 de Junho - Aberdeen   |                          | Portugal                | 0        |                |                |  |  |                         |       |
|  |                          | Escócia                  | 1                       |          |                |                |  |  |                         |       |
|  | Alemanha Oriental        | Escócia                  | 1                       | 0        |                |                |  |  |                         |       |
|  | Alemanha Oriental        |                          | 24 de Junho - Glasgow   | 0        |                |                |  |  |                         |       |
|  | Escócia                  | 1                        |                         |          |                |                |  |  |                         |       |
|  | Escócia                  | 1                        | Escócia                 | 2 (4)    |                |                |  |  |                         |       |
|  | 17 de Junho - Motherwell |                          | Escócia                 | 2 (4)    |                |                |  |  |                         |       |
|  |                          | Arábia Saudita (g.p.)    | 2 (5)                   |          |                |                |  |  |                         |       |
|  | Bahrein (g.p.)           | Arábia Saudita (g.p.)    | 2 (5)                   | 0 (4)    |                |                |  |  |                         |       |
|  | Bahrein (g.p.)           | 20 de Junho - Motherwell |                         | 0 (4)    |                |                |  |  |                         |       |
|  | Brasil                   | 0 (1)                    |                         |          |                |                |  |  |                         |       |
|  | Brasil                   | 0 (1)                    | Bahrein                 | 0        | Terceiro lugar | Terceiro lugar |  |  |                         |       |
|  | 17 de Junho - Dundee     |                          | Bahrein                 | 0        | Terceiro lugar | Terceiro lugar |  |  |                         |       |
|  |                          | Arábia Saudita           | 1                       |          |                |                |  |  |                         |       |
|  | Nigéria                  | Arábia Saudita           | 1                       | 0 (0)    | Bahrein        | 0              |  |  |                         |       |
|  | Nigéria                  |                          |                         | 0 (0)    | Bahrein        | 0              |  |  |                         |       |
|  | Arábia Saudita (g.p.)    | 0 (2)                    |                         | Portugal | 3              |                |  |  |                         |       |
|  | Arábia Saudita (g.p.)    | 0 (2)                    |                         |          | 3              |                |  |  |                         |       |
|  |                          |                          |                         |          |                |                |  |  | 23 de Junho - Edimburgo |       |
|  |                          |                          |                         |          |                |                |  |  |                         |       |

### Quartos-finais
| 17 de Junho de 1989 | Portugal            | 2 - 1     | Argentina  | Tynecastle Stadium, Edimburgo      |
| 15:00               | Figo 23' Tulipa 46' | Relatório | Selenzo 8' | Público: 5,000 Árbitro: Frost Arie |

| 17 de Junho de 1989 | Alemanha Oriental | 0 - 1     | Escócia    | Pittodrie Stadium, Aberdeen                 |
| 15:00               |                   | Relatório | Linsay 80' | Público: 10,200 Árbitro: Juan Pablo Escobar |

| 17 de Junho de 1989 | Bahrein | 0 - 0 (4 - 1 g.p.) | Brasil | Fir Park, Motherwell                 |
| 15:00               |         | Relatório          |        | Público: 9,500 Árbitro: Hafidhi Ally |

| 17 de Junho de 1989 | Nigéria | 0 - 0 (0 - 2 g.p.) | Arábia Saudita | Dens Park Stadium, Dundee                   |
| 15:00               |         | Relatório          |                | Público: 5,500 Árbitro: Armando Pérez Hoyos |

### Semi-finais
| 20 de Junho de 1989 | Portugal | 0 - 1     | Escócia     | Tynecastle Stadium, Edimburgo                |
| 20:15               |          | Relatório | O Neill 54' | Público: 19,000 Árbitro: Jean-Marie Lartigot |

| 20 de Junho de 1989 | Bahrein | 0 - 1     | Arábia Saudita | Fir Park, Motherwell                   |
| 15:00               |         | Relatório | Al Romaihi 80' | Público: 9,000 Árbitro: Wieland Ziller |

### Terceiro lugar
| 23 de Junho de 1989 | Bahrein | 0 - 3     | Portugal                 | Tynecastle Stadium, Edimburgo        |
| 19:30               |         | Relatório | Tulipa 24' , 64' Gil 52' | Público: 2,000 Árbitro: Hafidhi Ally |

### Final
| 24 de Junho de 1989 | Arábia Saudita             | 2 - 2 (5 - 4 g.p.) | Escócia              | Hampden Park, Glasgow                       |
| 15:00               | Sulaiman 49' Al Terair 65' | Relatório          | Downie 7' Dickov 25' | Público: 58,000 Árbitro: Juan Pablo Escobar |

## Premiações

### Campeões
| Campeão do Mundial Sub-16 da FIFA de 1989 ARÁBIA SAUDITA 1º título |

### Individuais
| Bota de Ouro | Bola de Ouro | Fair Play |
| ------------ | ------------ | --------- |
| Fodé Camara  | James Will   | Bahrein   |

## Melhores marcadores
| Selecção       | Jogador          | Golos |
| -------------- | ---------------- | ----- |
| Guiné          | Fodé Camara      | 3     |
| Arábia Saudita | Khalid Al Roaihi | 3     |
| Portugal       | Gil              | 3     |
| Portugal       | Tulipa           | 3     |
| Bahrein        | Khaled Jasem     | 3     |